# Línea de fuego (novela)
Línea de Fuego es una novela de Arturo Pérez-Reverte, publicada en 2020 por la editorial Alfaguara.  

## Argumento

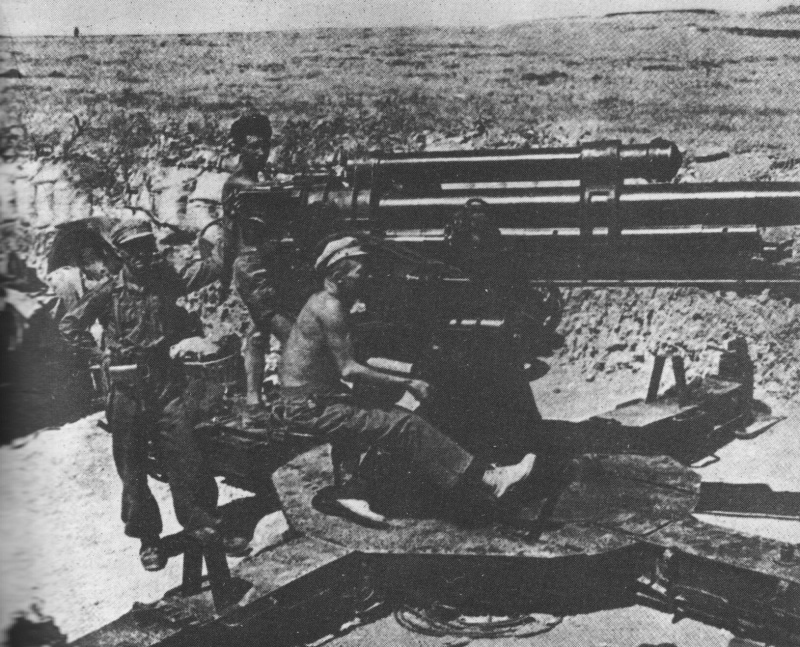
Batería antiaérea de las tropas republicanas durante la Batalla del Ebro.

En la noche entre el 24 y el 25 de julio de 1938, la XI Brigada Mixta del ejército republicano cruza el río Ebro para poner una cabeza de puente en Castellets del Segre iniciando un combate que durará 10 días. Cerca del pueblo, medio batallón de infantería, un tabor marroquí y una compañía de la Legión Extranjera defienden la zona. Pérez-Reverte combina ficción y datos históricos para narrar la historia de quienes se enfrentaron en dicha oportunidad. Y aunque ni Castellets del Segre ni la XI Brigada ni los personajes de la novela existieron, el libro afirma que los acontecimientos respetan la forma en que la guerra civil se llevó a cabo.